# Hongze
Der Kreis Hongze (chinesisch 洪泽区, Pinyin Hóngzé Qū) ist ein Stadtbezirk der bezirksfreien Stadt Huai’an in der chinesischen Provinz Jiangsu. Er hat eine Fläche von 1.292 Quadratkilometern und zählt 326.459 Einwohner (Stand: Zensus 2010).